# Nicolò Marcello

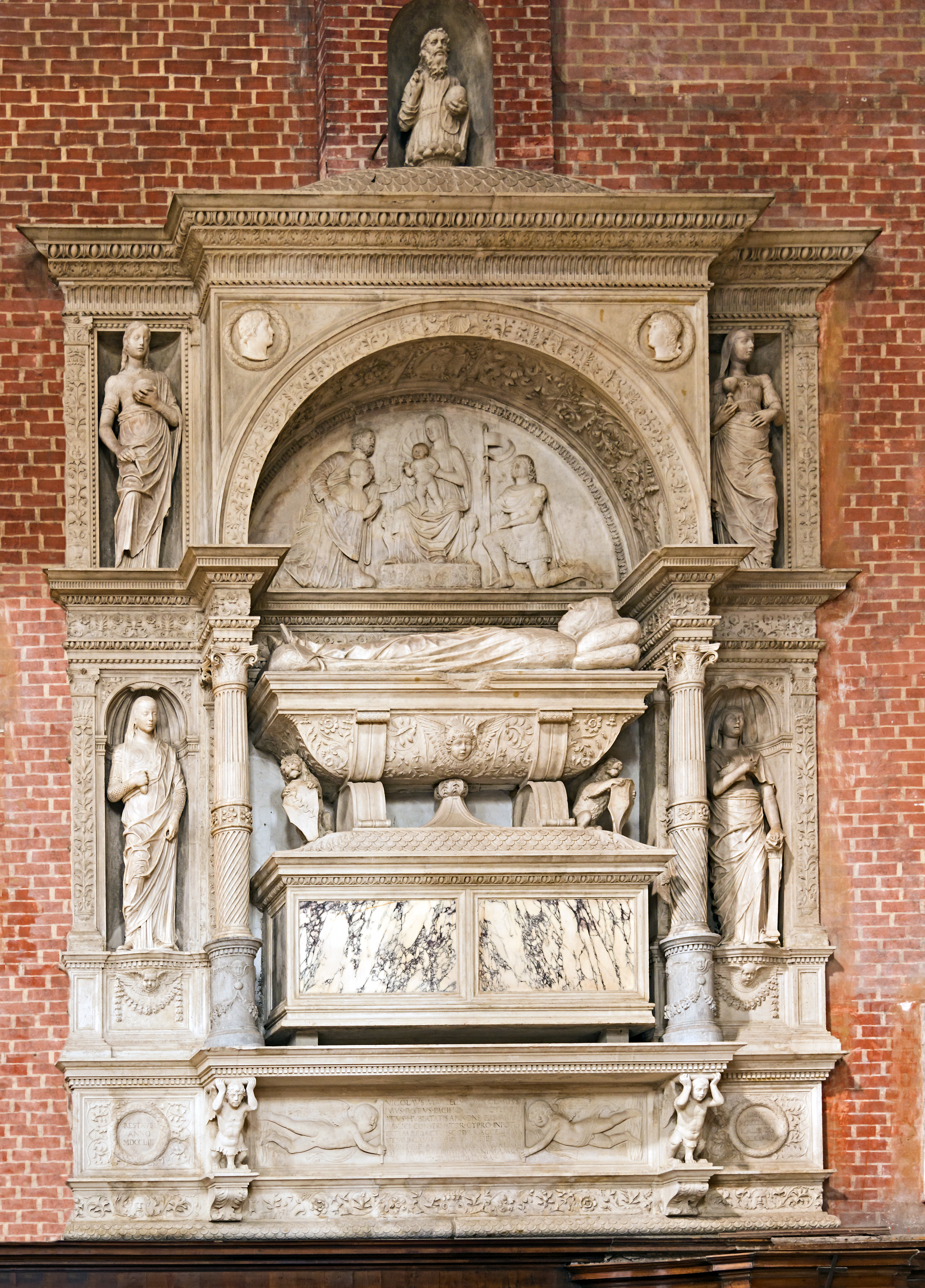
Monumento al doge Nicolò Marcello

Nicolò Marcello (Venezia, 1397 – Venezia, 1º dicembre 1474) è stato un politico italiano fu il 69º doge della Repubblica di Venezia dal 13 agosto 1473 alla morte.

## Origini e carriera politica
Figlio di Giovanni di Bernardo e di una Maria di cui non si conosce il casato, nacque dai patrizi Marcello dall'importante ramo di Santa Marina. Ebbe un fratello gemello, Bernardo.
Come era usanza nella società veneziana del tempo, da giovane si dedicò ai commerci e visse a lungo a Damasco. Nel 1427 sposò Bianca di Francesco Barbarigo; rimasto vedovo, nel 1438 si unì con Contarina di Donato Contarini. Dal secondo matrimonio nacque l'unica figlia del Marcello, che nel 1452 entrò nel monastero del Corpus Domini.
Il secondo matrimonio rappresentò probabilmente una svolta nella sua vita: in quello stesso anno, infatti, comincia la sua carriera politica con la nomina a ufficiale della Dogana da Mar (22 giugno). Il 13 maggio 1440 fu eletto alle Rason nuove.
Dopo questi incarichi, invero non molto prestigiosi, il 16 luglio 1441 divenne bailo di Trebisonda, sul Mar Nero, città che raggiunse solo l'anno successivo. Durante il viaggio, fece tappa a Costantinopoli e testimoniò ai patti tra Venezia e Giovanni VIII Paleologo.
Trebisonda non fu mai particolarmente coinvolta nei commerci veneziani, essendo ben più importante la presenza dei Genovesi, ma proprio durante il mandato del Marcello si verificò un'importante ripresa dei traffici, come documentato dalla sua relazione finale presentata al Senato.
Dal 19 dicembre 1445 fu giudice alle Rason vecchie e il 14 aprile 1448 divenne podestà e capitano di Feltre. Nonostante fosse in corso l'ultima guerra contro il Ducato di Milano, il Feltrino non fu coinvolto dai combattimenti e i problemi del governatore si limitarono a fornire rifornimenti alle truppe.
Tornato a Venezia, il 14 marzo 1450 fu eletto senatore e il 26 luglio successivo assunse il comando della muda di Beirut.
Anche se ormai aveva abbastanza esperienza per poter entrare al Collegio dei savi, non poté ancora accedervi in quanto vi sedeva un Andrea di Vettore Marcello e, come prevedeva la legge, alle istituzioni più importanti non poteva sedere più di un membro della stessa casata. Proseguì quindi la sua carriera con incarichi esterni: il 27 dicembre 1451 fu nominato podestà di Treviso. Al termine del mandato, il 1º ottobre 1453 entrò nel Minor Consiglio come consigliere per il sestiere di Castello e il 6 dicembre fu cooptato nella zonta del Consiglio dei dieci dove lavorò alla revisione dell'estimo cittadino.
Podestà di Brescia (1454-1455) e quindi di Verona (1456-1458), tornò successivamente in patria dove poté finalmente entrare nel Collegio come savio di Terraferma, anche se solo per un mese (marzo-aprile 1458). Seguì tutta una serie di incarichi: ambasciatore straordinario a Napoli, provveditore sopra le Camere (1458), governatore delle Entrate (1459), fu di nuovo nella zonta del Consiglio dei dieci (1460) per decidere la condotta da tenere alla Dieta di Mantova; qualche mese dopo fu membro effettivo del Consiglio, per poi diventare nuovamente consigliere di Castello e, subito dopo, capitano di Verona (1461).
Allo scadere del mandato, dopo qualche mese passato a Venezia venne nominato luogotenente della Patria del Friuli, prendendo possesso della carica nel marzo del 1464. Durante questo incarico, il Marcello ebbe il compito di mantenere efficienti le fortificazioni militari lungo l'Isonzo, essendosi da poco conclusi gli scontri con Trieste e visto l'accrescersi della minaccia dell'Impero ottomano.
Il 19 novembre 1465 tornò a far parte dei savi per il rifacimento dell'Estimo. Il 13 marzo 1466 fu eletto procuratore di San Marco de supra, una carica prestigiosa e tuttavia simbolica, avendo come compito la gestione del patrimonio della Basilica di San Marco. Negli anni successivi ebbe ruoli più di rappresentanza: nel 1468 partecipò alla processione seguita al ritrovamento, nel Tesoro di San Marco, di un chiodo della Vera Croce; l'anno successivo accolse con il bucintoro l'imperatore Federico III; nel 1473 presenziò per conto della Serenissima alle nozze tra Ercole I d'Este ed Eleonora d'Aragona.

## Dogato
Alla morte del doge Nicolò Tron, avvenuta il 28 luglio 1473, il Marcello entrò tra i 41 elettori del successore. Il 13 agosto, venne lui stesso eletto alla massima carica della Repubblica.
Benché fosse amante dello sfarzo e dei lussi, i contemporanei hanno un giudizio positivo sul suo brevissimo dogato. Ad esempio applicò numerose riforme finanziarie per risanare l'erario pubblico e coniò una nuova moneta: la mezza lira d'argento chiamata, non a caso, "marcello". Fu inoltre ricordato per la grande generosità (rimasto senza discendenti, lasciò la maggior parte della sua eredità ai poveri), il suo spirito di servizio e la grande religiosità.
Morì per un infarto il 1º dicembre 1474, mentre assisteva alla processione per il conferimento del comando della flotta veneziana ad Antonio Loredan. I funerali si tennero nella basilica dei Santi Giovanni e Paolo.
La salma dovrebbe essere stata inumata nella scomparsa chiesa di Sant'Andrea, sull'isola della Certosa, dove sin dal 1451 il Marcello si era fatto approntare una sepoltura.
Gli fu inoltre dedicato un monumento funebre, opera di Pietro Lombardo. Inizialmente collocato nella sua parrocchia di origine, Santa Marina, nel 1818, dopo la sconsacrazione di quest'ultima, fu trasferito ai Santi Giovanni e Paolo.

## Ritratti
- Tiziano: Doge Niccolò Marcello, ca. 1542, Pinacoteca Vaticana, Roma
- Bellini (attribuzione a): Ritratto del Doge Niccolò Marcello, National Gallery di Londra